# Atentado contra Jair Bolsonaro
Em 6 de setembro de 2018, o então deputado federal Jair Bolsonaro sofreu um atentado durante um comício que promovia sua campanha eleitoral para a presidência do Brasil. Enquanto era carregado em meio a uma multidão de apoiadores, o deputado sofreu um golpe de faca na região do abdômen, desferido por Adélio Bispo de Oliveira.
Imediatamente após o ataque, Bolsonaro foi levado à Santa Casa de Misericórdia de Juiz de Fora, onde foi constatado que o esfaqueamento havia causado três lesões no intestino delgado e uma lesão em uma veia do abdômen que gerou uma forte hemorragia. Mesmo com a gravidade dos ferimentos e com uma grande perda de sangue, o presidenciável conseguiu sobreviver. Ao todo, Bolsonaro realizou quatro cirurgias relacionadas aos danos causados no atentado.
Adélio foi preso em flagrante pela Polícia Federal e conduzido para a delegacia central da cidade. Após investigação, a polícia concluiu que Adélio agiu sozinho no crime, sem ser orientado por um mandante. Em junho de 2019, a prisão preventiva de Adélio foi convertida em uma internação por tempo indeterminado na penitenciária federal de Campo Grande no Mato Grosso do Sul. A faca utilizada no atentado foi coletada pela Polícia Federal e atualmente está em exposição no museu da corporação em Brasília.
O atentado tem sido usado para a transmissão de teorias conspiratórias, tanto por apoiadores quanto críticos de Bolsonaro, e até pelo próprio político.

## Contexto político
O país atravessa um período de polarização política. Em 2013, grandes manifestações populares, conhecidas como Jornadas de Junho, foram o cume da crise de representatividade política e despertaram a politização de grande parte da população. O povo estava mais politicamente alfabetizado para a eleição presidencial de 2014. Nesse período de eleição, acirravam-se os ânimos entre petistas e antipetistas, tendo a crise econômica no país como agravante. Novos grupos políticos, com ideologias diversas, entraram no debate, aumentando a polarização.
As redes sociais contribuíram para o aumento da polarização. No final de 2013, a direita se uniu em torno da questão da corrupção. Os que estavam na esquerda se atentaram aos programas sociais e serviços públicos. À medida que os partidos políticos começaram a colocar essas questões na frente e no centro de suas plataformas, a esquerda e a direita se separaram mais ainda. Em agosto de 2016, o impeachment de Dilma Rousseff dividiu as linhas partidárias, tornando a polarização maior ainda.
O professor de ciência política da USP Glauco Peres da Silva disse em entrevista que existe há tempo um clima de violência política no Brasil. Bolsonaro se utilizou de um discurso agressivo, mas não foi o promotor da grande indisposição para o diálogo que se constata. Segundo o especialista, tudo começou com a rivalidade entre o PT e o PSDB, a qual criou jargões como "coxinha" e "petralha", e também houve a inclinação da sociedade de linchar as pessoas mais do que fazer justiça.
Continuando, o cientista político lamentou a forma como se encaram as disputas políticas no Brasil, como se não fossem legítimas, como se não pudesse haver um grupo com um pensamento divergente, partindo-se então para a postura de deslegitimar os adversários. Contudo, o atentado poderia ser uma grande oportunidade de os candidatos pedirem calma e de toda a classe política declarar que a violência é inaceitável. Assim, mesmo os antagonistas de Bolsonaro deveriam ir às ruas para criticar duramente o comportamento vigente.
Apesar da facada e da abrupta mudança de rumos na campanha do candidato, que ficou impedido de ir às ruas e de comparecer a diversos eventos e debates, Jair Bolsonaro foi o candidato mais votado no primeiro turno, em 7 de outubro, com 46,03% dos votos válidos, à frente de Fernando Haddad (PT) com 29,28% dos votos. Os dois disputaram o segundo turno em 28 de outubro, no qual Bolsonaro foi eleito Presidente com 55,13% dos votos válidos, contra os 44,87% de Haddad.

## Ataque
Em 19 de agosto de 2018, Adélio Bispo chegou a Juiz de Fora vindo de Florianópolis, Santa Catarina, para, segundo ele, encontrar um emprego. Ele se hospedou em uma pensão e trabalhou como garçom em um restaurante por quatro dias. Adélio começou a planejar o atentado após saber da ida de Bolsonaro à cidade por meio de um outdoor anunciando a presença do candidato. Antes de cometer o ataque, ele fotografou os locais onde Bolsonaro estaria, como a Câmara Municipal de Juiz de Fora e a Fundação Cultural Alfredo Ferreira Lage.:11
A programação da campanha presidencial de Jair Bolsonaro para o dia 6 de setembro previu sua chegada a Juiz de Fora às 11 horas. Bolsonaro visitaria o Hospital Ascomcer e participaria de um almoço com lideranças empresariais. Em seguida, faria um ato público em frente à Câmara Municipal, no Parque Halfeld, e depois iria para a Praça da Estação, onde realizaria seu comício. Bolsonaro tinha a maior das equipes de segurança entre os presidenciáveis, com 21 policiais federais, o máximo que um candidato a Presidente da República tinha direito. 13 agentes acompanhavam Bolsonaro no momento do ataque. Outros 50 policiais militares reforçavam a segurança do ato em Juiz de Fora.
Em 6 de setembro, Adélio Bispo acompanhou as movimentações de Bolsonaro durante seu ato de campanha, tendo acesso ao hotel onde seria realizado um almoço com empresários. Ele carregava uma faca adquirida em Florianópolis, que estava envolta em um jornal e escondida dentro de uma jaqueta.:12–13 A pretexto de fotografá-lo, segundo duas testemunhas, Adélio conseguiu alcançar o presidenciável durante a tarde, enquanto era carregado por apoiadores na Rua Halfeld, e o esfaqueou no abdômen.:3–4 Bolsonaro se contorceu, gritou e inclinou o corpo sobre outras pessoas que o seguiam. Um homem tentou cobrir o ferimento com uma camiseta. Segundo Bolsonaro, inicialmente ele sentiu "apenas uma pancada na boca do estômago" e que "[a] dor era insuportável. Parecia que tinha algo mais grave acontecendo". Logo após isso, Adélio foi preso em flagrante por um policial à paisana e levado a um prédio na mesma rua, enquanto os apoiadores do candidato ameaçavam o autor, antes de ir à delegacia da Polícia Federal da cidade.

## Recuperação

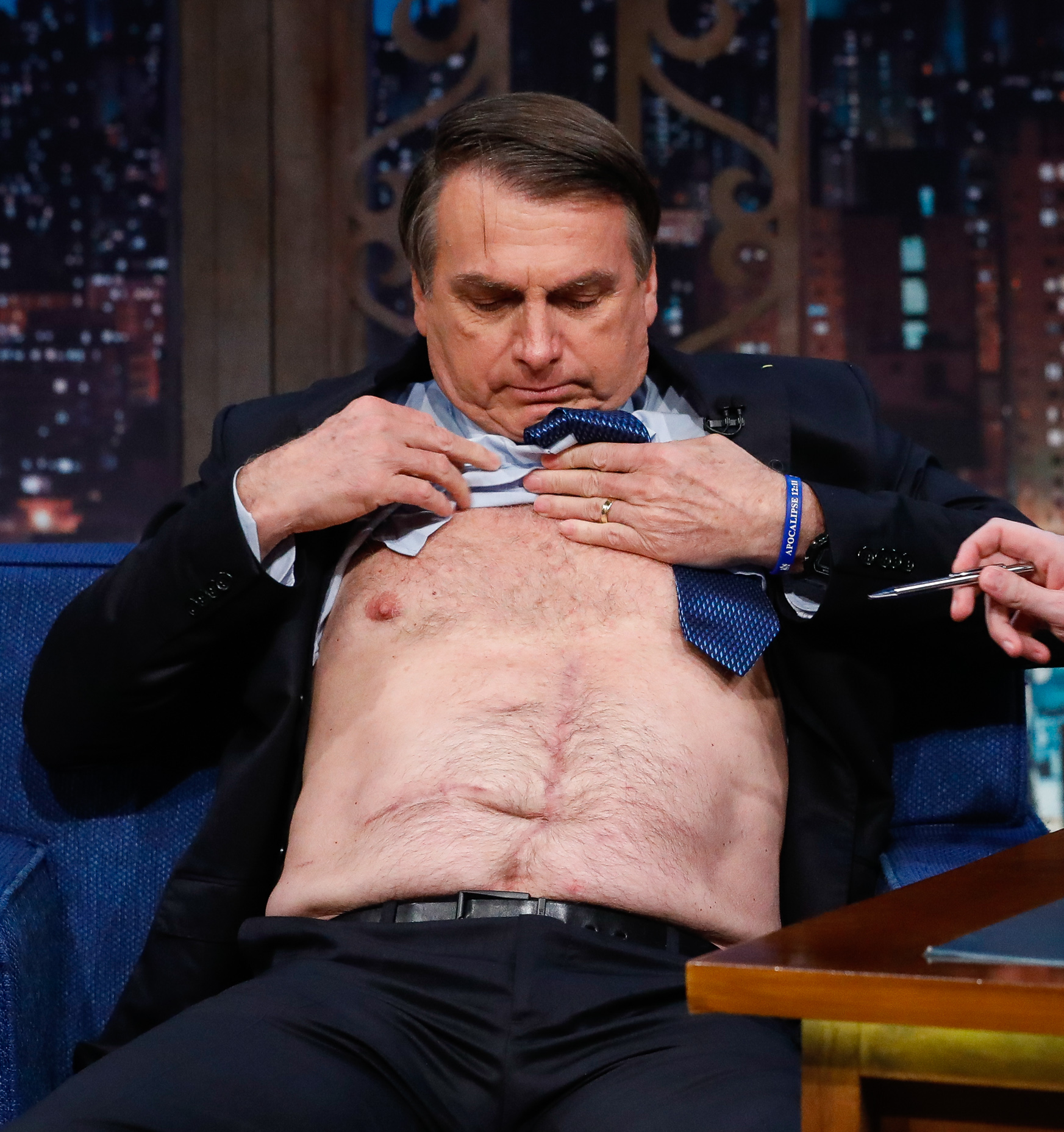
Jair Bolsonaro em maio de 2019 mostrando a cicatriz deixada pelo atentado

Bolsonaro, carregado por seus seguranças, foi encaminhado ao serviço de emergência da Santa Casa de Misericórdia de Juiz de Fora por volta das 15h40. A facada na região do abdômen causou três lesões no intestino delgado e uma perfuração no intestino grosso, com contaminação fecal. Além disso, houve uma lesão na veia mesentérica superior. A perda de cerca de dois litros de sangue provocou um choque hipovolêmico. A diretora técnica da Santa Casa, Eunice Dantas, disse que, por questão de centímetros, Bolsonaro não foi golpeado em "uma região com muitos vasos mais calibrosos" e que, se o intestino grosso fosse atingido frontalmente, uma artéria seria afetada e a situação seria "muito pior".
Cerca de 15 minutos após chegar ao hospital, Bolsonaro foi submetido a uma laparotomia exploradora, que é uma abertura na barriga para verificar os órgãos afetados. Durante essa cirurgia, a equipe médica estancou o sangramento e suturou as lesões no intestino delgado. Também foi feita uma colostomia temporária para desviar o fluxo de fezes e evitar infecções nos ferimentos do intestino grosso. A cirurgia durou três horas e Bolsonaro recebeu quatro bolsas de sangue.
Após a operação, Bolsonaro foi encaminhado para a unidade de terapia intensiva (UTI), já respirando sem o auxílio de aparelhos, e, em 7 de setembro, foi transferido para o Hospital Israelita Albert Einstein, em São Paulo. No dia 11, houve melhora em seu quadro intestinal e fez a primeira refeição sem a sonda nasogástrica. Na ocasião, seu filho Flávio Bolsonaro publicou no Twitter que o deputado havia sido transferido para a unidade semi-intensiva. Contudo, no dia seguinte, Jair Bolsonaro teve a alimentação oral suspensa e passou por uma nova cirurgia para desobstruir o intestino delgado devido a uma aderência das paredes intestinais, retornando à UTI. Em 16 de setembro, foi novamente transferido para a unidade semi-intensiva. No dia 20, um dia depois de voltar a se alimentar oralmente, exames de tomografia detectaram a presença de líquido próximo ao intestino, o que motivou a realização de uma drenagem. O dreno foi retirado em 23 de setembro. No dia 21, iniciou dieta pastosa e, no dia 25, passou à dieta branda. Bolsonaro recebeu alta hospitalar em 29 de setembro.
A bolsa de colostomia foi retirada em janeiro de 2019. Entretanto, Bolsonaro foi internado múltiplas vezes por obstrução intestinal atribuídas a aderências decorrentes das cirurgias anteriores, como em julho de 2021, janeiro de 2022, janeiro de 2023 e abril de 2025—cuja cirurgia durou 12 horas. Também foram necessárias cirurgias para correção de hérnias incisionais em setembro de 2019 e setembro de 2023. Até abril de 2025, Bolsonaro acumulava 11 hospitalizações, 10 das quais relacionadas ao ataque.

## Autor
O responsável pelo atentado foi preso em flagrante pela Polícia Federal e identificado como Adélio Bispo de Oliveira, nascido em Montes Claros e com então 40 anos. O agressor agiu sozinho e afirmou ter cometido o crime "a mando de Deus". Ele possui transtorno delirante persistente e apresenta "alucinações de cunho religioso, persecutório e político que se manifestam frequentemente".
Ao longo de sua vida, Adélio trabalhou em diversas cidades, incluindo Montes Claros, Uberaba, Santa Catarina e Curitiba, acumulando 39 empregos em 18 anos. Ele atuou em uma fábrica de cosméticos, onde participou de manifestações após a falência da empresa, além de ter trabalhado em outros empregos como em farmácias, em um restaurante japonês e como servente de pedreiro. No final da década de 1990, ingressou na Igreja da Fé de Uberaba, tornando-se obreiro em 1998, e, nos anos seguintes, pastor em uma igreja missionária de Montes Claros.

Um dia eu disse para ele que, já que ele queria mesmo ser candidato, que buscasse a direita, talvez o PSDB ou o MDB. Aí ele disse: "com esse povo, não". O negócio dele era realmente o PSOL, o PSTU. Ele foi criando uma aversão à direita. Sempre foi da mesma forma.

— Romildo Cândido em entrevista ao UOL
Politicamente, Adélio se identificava com a esquerda e foi filiado ao Partido Socialismo e Liberdade (PSOL) de Uberaba entre 2007 e 2014.:4 Segundo o pastor Romildo Cândido—que recebera Adélio na Igreja da Fé—, ele desejava ser candidato a deputado e chegou a cogitar uma candidatura pelo PSOL, mas frustrou-se ao saber que a legenda decidiu lançar outro nome em 2014. Cândido já lhe recomendou que pleiteasse uma candidatura em um partido de direita, mas Adélio recusou a sugestão. Em seu perfil no Facebook, constam críticas à classe política em geral, ao presidente Michel Temer, a Jair Bolsonaro e diversas teorias da conspiração contra a maçonaria, ligando a organização a políticos e problemas sociais.

## Investigações
Logo após o incidente, a Polícia Federal abriu um inquérito contra Adélio Bispo, acusando-o de "atentado pessoal por inconformismo político" conforme a Lei de Segurança Nacional. Após uma audiência de custódia, a prisão em flagrante foi convertida em preventiva e, em 8 de setembro, ele foi transferido para a Penitenciária Federal de Campo Grande. O ministro extraordinário da Segurança Pública Raul Jungmann disse que três pessoas foram investigadas, mas que a PF estava trabalhando com a hipótese de que Adélio agiu sozinho.
A faca usada no crime foi adquirida pela PF de um vendedor de frutas que a obteve de uma testemunha que pegou a faca ensanguentada do chão.:11–12 O Instituto Nacional de Criminalística apontou traços do DNA de Bolsonaro na arma, confirmando que foi a utilizada no ataque.:12
Adélio esteve uma vez no .38 Clube e Escola de Tiro, em São José, em julho de 2018, onde Carlos e Eduardo Bolsonaro são membros associados, treinando por menos de uma hora. A Polícia Federal considerou insuficientes os indícios para afirmar que sua ida ao clube teria sido motivada exclusivamente pela associação com os filhos de Bolsonaro e concluiu que mesmo se sua entrada pudesse ter tido a intenção de prejudicar alguém, teria se limitado ao planejamento.:43, 45
A Polícia Federal analisou dois terabytes de imagens oriundas de câmeras de diversos locais em Juiz de Fora e das redes sociais.:10 Além disso, dois dias após sua prisão, o sigilo dos dados de Adélio Bispo foi quebrado pela Justiça, permitindo à PF investigar quatro celulares e um notebook. A perícia revelou que Adélio registrou previamente locais que seriam visitados por Bolsonaro e acompanhou o presidenciável durante o dia do ataque.
A investigação também concluiu que o dinheiro de Adélio Bispo vinha de "origem sustentável", como uma rescisão trabalhista por um emprego em Santa Catarina e uma remuneração por trabalhar como garçom, ganhando 70 reais por dia. Adélio também possuía um cartão de crédito internacional que ele nunca utilizou, emitido automaticamente por um banco para uma conta salário.
Um segundo inquérito foi aberto em 25 de setembro pela Polícia Federal para investigar se Adélio Bispo tinha alguma ligação com organizações criminosas, mandantes ou pessoas que o incentivaram a cometer o atentado. A investigação, que ouviu 102 pessoas e 89 testemunhas, realizou quebras de sigilos fiscais, bancários e eletrônicos, e periciou vídeos e teorias em redes sociais, foi concluída e entregue à Justiça Federal em 13 de maio de 2020 e apontou que Adélio "atuou sozinho, por iniciativa própria, tendo sido responsável pelo planejamento da ação criminosa e por sua execução".

### Defesa de Adélio Bispo
Adélio Bispo foi defendido por quatro advogados após o atentado contra Bolsonaro:
- Fernando Costa Oliveira Magalhães, advogado criminalista mineiro. Atuou na defesa do ex-policial Marcos Aparecido dos Santos no assassinato de Eliza Samudio;[87][88]
- Zanone Manuel de Oliveira Junior, que atuou em casos de grande repercussão como no caso Eliza Samudio, com Fernando Magalhães, e no assassinato da missionária Dorothy Stang;[87][89][90]
- Pedro Augusto de Lima Felipe e Possa, trabalhava no escritório NDCM Advogados Associados, de Barbacena;[87]
- Marcelo Manoel da Costa, também trabalhava no escritório NDCM Advogados Associados.[87]

O jornal Estado de Minas classificou como divergentes as declarações dos advogados sobre a identidade do contratante. Zanone Júnior afirmou ter sido contratado por um homem da mesma igreja de Adélio, em Montes Claros. Inicialmente o associando às Testemunhas de Jeová e depois à Igreja Quadrangular, que negaram qualquer envolvimento. O advogado declarou que foi contratado para atuar nos primeiros dias da defesa e disse ter aceitado o caso como parte de uma "estratégia de marketing". Em depoimento à Polícia Federal, Zanone relatou que o acordo previa o pagamento de 25 mil reais mensais até o fim do julgamento, mas que, na prática, recebeu apenas 5 mil reais. Pedro Possa disse que o financiador arcou com os custos da defesa por "amor ao próximo".
É uma pessoa ligada a ele [Adélio] religiosamente. Eu não sei a identidade dela, só o doutor Zanone que sabe, teve contato com ela. Mas não há mandante, um financiador, ninguém que tinha conhecimento prévio dessa ação perpetrada pelo Adélio. Somente ao saber da facada é que ele se dispôs a ajudá-lo por uma questão de amor ao próximo, vamos assim dizer.
Adélio Bispo solicitou à Justiça, em 2019, a substituição dos advogados e passou a ser representado pela Defensoria Pública da União.
Em 2024, a Polícia Federal concluiu que havia um vínculo entre os advogados e o Primeiro Comando da Capital (PCC). Uma investigação da agência revelou a existência de pagamentos fracionados totalizando 315 mil reais que foram feitos a uma empresa de Fernando Magalhães durante meses. Os investigadores também encontraram um grupo de mensagens denominado "Adélio-PCC" em que os defensores traçavam estratégias, além de uma ligação de Fernando a um suposto membro da organização criminosa. A PF reiterou que Adélio Bispo agiu sozinho e que não foi encontrada relação do PCC com o ataque.

## Julgamento
Em 14 de junho de 2019, o juiz Bruno Savino decidiu que Adélio Bispo era inimputável com base em um laudo que o diagnosticou com transtorno delirante persistente e converteu sua prisão preventiva em internação provisória por tempo indeterminado. Adélio continuou detido na Penitenciária Federal de Campo Grande, pois o juiz considerou que sua internação em um hospital de custódia e tratamento psiquiátrico "não se mostra aconselhável" e que sua ida para o sistema prisional comum "lhe acarretaria concreto risco de morte". Além disso, disse que a unidade de segurança máxima em Mato Grosso do Sul oferece condições adequadas para o tratamento do réu. O juiz também observou que Adélio havia ameaçado matar Jair Bolsonaro e Michel Temer, indicando "alta periculosidade", e determinou que um novo exame fosse realizado após três anos para reavaliar esse risco; em 2022, uma nova perícia médica constatou que o agressor ainda representa perigo para a sociedade e que "permanece com diagnóstico clínico de transtorno delirante persistente, com alucinações de cunho religioso, persecutório e político que se manifestam frequentemente", agravado por Adélio se recusar a receber medicação.
Em fevereiro de 2024, a Justiça Federal acatou um pedido da Defensoria Pública da União para transferir Adélio para um hospital psiquiátrico em Minas Gerais. No entanto, em julho, o Superior Tribunal de Justiça suspendeu a transferência devido a um conflito de competência entre as varas de Juiz de Fora e Campo Grande: A vara de Campo Grande decidiu que é responsabilidade da vara de Juiz de Fora tomar as medidas necessárias para receber Adélio Bispo, enquanto que a vara de Juiz de Fora apontou a falta de vaga em "hospital de custódia de Minas Gerais e a inaptidão das unidades médico-psiquiátricas penais para prestar a assistência adequada".

## Notícias falsas e teorias conspiratórias
O atentado tem sido usado para a transmissão de teorias conspiratórias, tanto de apoiadores como críticos de Bolsonaro. Por um lado, bolsonaristas criaram um documentário chamado A Facada no Mito, lançado no YouTube em 22 de dezembro de 2018, levantando pontos que tentam contradizer a versão da Polícia Federal, dando a entender que o agressor não agiu sozinho, podendo inclusive ter tido como comparsas a própria equipe de seguranças de Bolsonaro. Além disso, eram levantadas suspeitas de postagens em redes sociais que sugeriam que outros manifestantes seriam coautores do crime, promovendo a perseguição e as ameaças contra esses usuários. Estes compareceram à Polícia Federal voluntariamente para prestar esclarecimentos e as hipóteses levantadas não se sustentaram. :7
Por outro lado, opositores de Jair Bolsonaro questionam a existência da facada, chamando o fato de "fakeada" — uma junção das palavras "fake" ("falso", em inglês) com "facada" — tentando propagar a ideia de que o atentado foi uma armação, com o objetivo de dar uma desculpa para Bolsonaro não participar de debates políticos e também para que ele ganhasse mais espaço nos noticiários.

### Envolvimento de terceiros

#### Partido Socialismo e Liberdade e Jean Wyllys
Em 6 de setembro de 2018, o cantor Netinho postou em suas redes sociais que o ataque teria sido ordenado pelo PSOL, junto com um vídeo falso onde Jair Bolsonaro teria levado um soco na barriga após o esfaqueamento. O vídeo chegou a circular por parte da imprensa, e o senador Magno Malta disse haver desconfiança que um dos seguranças do então canditado à presidência teria o traído. A história do soco foi desmentida por Carlos Bolsonaro no Twitter, onde diz que o suposto segurança era um policial federal, que apenas estava abrindo a porta do carro para que Bolsonaro entrasse. Um inquérito da Polícia Federal respalda a informação, dizendo que o policial se chamava Luiz Felipe Félix e que ele precisou ser transferido de estado por causa das hostilidades que estava recebendo por causa da acusação falsa. O PSOL confirmou a filiação de Adélio, mas negou envolvimento no atentado. Em depoimento, é afirmado que Adélio nunca chegou a participar de uma reunião sequer do PSOL. O inquérito da PF conclui que “Os dados constantes dos aparelhos telefônicos, computador, agendas, anotações, e-mails, redes sociais, bem como as informações obtidas em campo, por entrevistas ou por tomada de depoimentos, não permitiram levantar sequer suspeitas em torno da conivência ou participação de membros do PSOL ou do PSD no atentado ao então candidato Jair Messias Bolsonaro”. O assunto entrou em voga novamente em 2022 após o assassinato de Marcelo Arruda, onde Jair Bolsonaro cita a filiação de Adélio para se defender da acusação de violência política. A teoria foi endossada no dia 4 de janeiro de 2022 por Ana Paula Henkel, no programa Pingos nos Is, da Jovem Pan, como sendo um possível falso álibi de Adélio. Na época, Bolsonaro tinha acabado de retirar sua sonda nasogástrica e estava prestes a ter alta do hospital.
Em 2019, uma notícia falsa afirmava que o MPF identificou depósitos de R$ 50 mil de Jean Wyllys para Adélio. Apesar da informação sobre depósitos ser sigilosa, as investigações concluíram que Adélio atuou sozinho, e o nome de Wyllys não é citado em nenhum inquérito.
Ainda em 2019, a candidata a deputada federal pelo Ceará pelo PSL, Regina Villela, postou vídeo fazendo uma série de acusações contra Jean Wyllys. Primeiro, Wyllys teria renunciado ao cargo político pois a nova legislatura não oferecia imunidade parlamentar. Porém, isso é falso, já que a legislatura apenas mexe nas regras de forro privilegiado em crimes cometidos durante o exercício do mandato. Ela também afirma que Adélio contatou Wyllys na Câmara, e que houve uma tentativa de forjar um álibi para afastar suspeitas, pois havia um registro de entrada de Adélio no mesmo dia do atentado. A informação havia sido divulgada originalmente pelo site de notícias O Antagonista, que chegou a publicar que Adélio entrou na Casa duas vezes no mesmo dia antes do atentado. Porém o registro da visita é de 2013 e há outros 432 deputados na mesma casa. A Polícia Legislativa da Casa afirma que essa desinformação surgiu após um recepcionista ter cometido um erro ao consultar o histórico de visitação de Adélio quatro horas após o atentado e adicionou a entrada por engano.
Em maio de 2020, o blogueiro Oswaldo Eustáquio Filho acusou o PSOL e Jean Wyllys de serem os mandantes do atentado. Oswaldo também afirmou que havia uma foto de um ativista que se identificava como Mergulhador juntamente com Adélio, e que a PF teria o relacionado com o atentado. Oswaldo afirma que conhece o ativista desde 2016 e que ele estava presente durante a facada. No dia 26 de maio de 2020, o ativista Luciano Mergulhador comprovou que havia uma foto publicada no Facebook de Adélio onde ambos etavam em uma manifestação contra o ex-presidente Michel Temer. Também, afirma ter conversado com Adélio e que ele teria elogiado Wyllys, e sugere que ambos se encontraram na Câmara dos Deputados, acusação similar à feita por Regina Villela. Luciano foi interrogado pela Polícia Federal e admitiu que a foto existe, mas que apenas lembrava que alguém havia mencionado o nome do deputado. Ele também afirma que esteve com Adélio apenas por alguns segundos, e não foi comprovado que Luciano estava presente durante a facada. Luciano foi condenado em 2022 a pagar R$ 20 mil em indenização para Jean Wyllys. Já Oswaldo foi condenado em fevereiro de 2022 a pagar R$ 10 mil de indenização, além de ter que passar 4 meses e 20 dias em detenção em regime aberto. O juiz Telmo Zaions Zainko afirma que a teoria surgiu em uma distorção de depoimento prestado para a Polícia Federal.
Em 2021, notícias afirmam que Jean teria sido intimado a prestar depoimento para a PF em setembro de 2018, e que havia fugido de Barcelona no ano em que o boato surgiu para escapar da justiça. Porém, a afirmação é falsa, pois na época Jean ainda morava na cidade.
Outros que endossam as mesmas teorias da conspiração são Jair Bolsonaro, Marcos Feliciano (condenado a indenizar Jean em R$ 41,8 mil), Marcos do Val (condenado a indenizar Jean em R$ 41,8 mil, e precisará pagar uma multa diária de R$ mil caso não delete as postagens das redes sociais), Olavo de Carvalho (condenado a apagar as mensagens em 48 horas, e indenizar Jean em R$ 10 mil caso não cumpra as ordens judiciais), Carlos e Eduardo Bolsonaro, Bia Kicis, Bibo Nunes, Frederick Wassef,  Ed Raposo e Otávio Fakhoury. Todos eles estão sendo processados por Jean Wyllys. Kicis e Fakhoury também são investigados no STF por envolvimento com as milícias digitais.

#### Partido dos Trabalhadores
No dia 8 de setembro de 2018, o engenheiro Renato Henrique Scheidemantel acusou a bancária e sindicalista petista Lívia Gomes Terra em seu Facebook de ter entregue a faca usada no crime para Adélio. A história cresceu com o passar do tempo e passaram a dissecar sua vida nas redes sociais. Descobriram diversas informações suas, incluindo profissão e número de telefone, e ela também recebeu ameaças em mensagens privadas. Por isso, Lívia desenvolveu transtorno de estresse pós-traumático e síndrome do pânico. Ela relata que nos últimos quatro anos, só saía de casa para trabalhar ou acompanhada. Investigações da Polícia Federal e Militar mostram que no dia do atentado ela estava em casa com atestado médico se recuperando de uma doença. Scheidemantel foi condenado a 10 meses e 20 dias de detenção, mas por ser réu primário, acabou tendo pena revertida para uma pena restritiva de direitos e trabalho comunitário.
Em setembro de 2018, Silas Malafaia fez uma série de publicações acusando Adélio de ser assessor de Dilma Roussef, postagem que teve grande repercussão durante as eleições. A assessoria de imprensa de Dilma informou que processaria Malafaia por injúria, calúnia e difamação. Então, no dia 10 de novembro de 2019, o pastor se retratou nas redes sociais, dizendo que postou uma notícia falsa por acidente e que Adélio na verdade tinha laços com o PSOL.
Em setembro de 2018, uma foto circulou nas redes sociais, onde Luiz Inácio Lula da Silva, Dilma Roussef, Gleisi Hoffmann, Guilherme Boulos e Luiz Marinho aparecem com um homem identificado como Adélio Bispo. Porém, ele é João Paulo Rodrigues, líder do MST.  A imagem foi originalmente publicada no dia 6 de abril de 2018 no portal de notícias G1, intitulada Lula passa a madrugada no sindicato dos metalúrgicos do ABC após ordem de prisão. Ela voltou a circular em 2020 e 2021. Outra foto fora de contexto que circulou foi uma de Gleisi Hoffmann junto com um apoiador, postada nas redes sociais da presidente do partido no mesmo dia do atentado. O apoiador foi indicado como sendo Adélio, porém a foto foi tirada em Curitiba. Os metadados da imagem confirmam sua origem. Esta foto circulou em 2018 e voltou em voga em 2022. Em 2020, duas fotos de Lula com um homem identificado como Adélio Bispo circularam nas redes sociais. Na verdade, esse homem é o médico ortopedista Marcos Heridijanio Moura Bezerra, candidato a deputado federal em 2018.
Ainda em 2018, surgiram boatos que Manuela D'Ávila, participante da chapa do PT durante as eleições de 2018 como vice de Fernando Haddad, ligou de 6 a 18 vezes para Adélio Bispo no mesmo dia do atentado. O boato original surgiu na página do Facebook Partido Bolsonaro. Os boatos voltaram a circular em 2019. A própria Manuela desmentiu a história em entrevista para o Quebrando o Tabu. O ministro substituto do Tribunal Superior Eleitoral Carlo Horbach determinou que o Facebook cedesse o IP e outras informações dos responsáveis da página.
Em 2021, Carlos Bolsonaro e outros bolsonaristas compartilharam trecho de entrevista onde José Dirceu disse que atentado contra Bolsonaro "foi erro nosso". Em entrevista para a revista Fórum, Dirceu diz que estava enumerando fatos sobre o governo e o trecho estava fora de contexto.
No dia 14 de fevereiro de 2022, circularam notícias falsas de que o Anonymous teria divulgado novo depoimento de Adélio Bispo, onde teria admitido que foi contratado pelo Partido dos Trabalhadores. A notícia foi espalhada no Twitter pelo perfil @AnonNovidades, suposto membro dos Anonymous. A Polícia Federal nega que o depoimento tenha acontecido. O site de notícias bolsonarista Terra Brasil publicou conteúdo baseado no tweet.
O criador de conteúdo bolsonarista Gustavo Gayer acusou o PT de ter contratado Adélio Bispo e a imprensa de abafar o caso.

#### Partido Social Democrático
Correu a notícia de que Adélio foi filiado ou tentou se filiar ao Partido Social Democrático (PSD). O partido foi investigado, porém o fato nunca aconteceu. Adélio afirma que buscou se desfiliar do partido pois temia que tivesse sido filiado à sua revelia.

#### Ordem dos Advogados do Brasil e Supremo Tribunal Federal
No dia em que Adélio Bispo foi absolvido por ser inimputável, surgiu o boato de que ele tinha seu sigilo telefônico e bancário protegido pela OAB. Na verdade, o sigilo é de seu advogado, Zanone Manuel de Oliveira. Em 21 de dezembro de 2018, a Polícia Federal recolheu os equipamentos eletrônicos e documentos do advogado para investigar se Zanone tinha ligações com o PCC. No mês seguinte, a OAB de Minas Gerais pediu ao Tribunal Regional Federal da 1ª Região que suspendesse a análise dos materiais por violar o sigilo profissional do exercício da advocacia, pedido que foi atendido. A AGU recorreu, porém na época do surgimento do boato o pedido não havia sido analisado. Também foi publicado um vídeo onde a limiar que proibia a análise dos objetos de Zanone na verdade era de Adélio. Outra entidade que estaria protegendo o sigilo de Adélio Bispo seria o Supremo Tribunal Federal.

#### Polícia Federal
Em 2021, uma postagem em redes sociais afirmava que a polícia havia recuperado as mensagens deletadas do celular da babá do menino Henry Borel Medeiros, mas ainda não havia periciado o celular de Adélio Bispo. Na realidade, a Polícia Federal analisou 2 terabytes de arquivos de imagens, 350 horas de vídeo, 600 documentos e 700 gigabytes de volume de dados de mídia, além de 1.200 fotos, vindas de aparelhos celulares, um computador e documentos. O celular de seu advogado, Zanone Manuel de Oliveira, é que não fora investigado, por força de uma decisão liminar que proíbira a análise.

#### Emissoras de televisão
Entrevistas do advogado de Adélio Bispo, Zanone Júnior, foram cortadas para parecer que emissoras de televisão pagaram os honorários de sua defesa. No corte, uma bolsonarista pergunta: “A quem interessa manter em segredo, esconder quem mandou matar Bolsonaro?” E Zanone Júnior responde: “À pessoa que me pagou”. Em seguida, diz que “tirando aquele primeiro contato em que a pessoa me pagou, eu, Zanone, no interior do meu escritório, a partir daí todas as despesas foram bancadas por algumas emissoras de televisão, não vou citar o nome para você, nem para o Brasil”, e acrescenta que algumas despesas foram pagas pelos próprios advogados. Na realidade, a entrevista foi dada ao Correio Braziliense em tom jocoso, onde Zanone se referia aos gastos relacionados às reportagens que Adélio Bispo estava concedendo, e não aos honorários. Especificamente, o gasto que ele mencionava ocorreu no programa de  Roberto Cabrini, do SBT, pois ele e a emissora precisaram viajar para Campo Grande, onde Adélio estava preso. O corte chegou às mãos da Polícia Federal, que chegou na mesma conclusão em seu relatório final.

#### Sérgio Moro e Marcelo Valeixo
No dia 24 de abril de 2020, o então ministro Sergio Moro saiu do Ministério da Justiça, acusando o presidente Jair Bolsonaro de interferir na Polícia Federal. Para justificar a saída do ex-juiz, bolsonaristas como Oswaldo Eustáquio passaram a publicar teorias da conspiração. Em relação à Adélio Bispo, as teorias afirmam que Moro teria interrompido as investigações. Alexandre Ramagem, diretor a ABIN, teria ligado para Bolsonaro afirmando que Moro e Maurício Valeixo estariam escondendo informações sobre o caso. Moro se manifestou dizendo que os boatos são fake news.

#### Jair Bolsonaro e seus filhos
Os argumentos vêm de um documentário do Brasil 247, Bolsonaro e Adélio - Uma Fakeada no Coração do Brasil, do repórter investigativo Joaquim de Carvalho. Ausência aparente de sangue no local da facada após o golpe e a rápida assistência médica e policial seriam indícios de que foi tudo armação, segundo os adeptos dessa teoria, porém Bolsonaro de fato passou por diversas intervenções hospitalares e mostrou sua cicatriz no programa The Noite do Danilo Gentili. Outro ponto levantado é o fato que Adélio frequentou por alguns dias a .38 Clube e Escola de Tiro, regularmente frequentada pelos filhos do presidente. O documentário apresenta o fato como se fosse parte de uma conspiração minuciosa, porém ele foi divulgado pelo próprio Adélio e pelo presidente Jair Bolsonaro em suas redes sociais. Também é apontado um fotógrafo distraído durante o atentado, que na verdade teria se virado para não registrar o fato. Porém, o evento estava sendo amplamente registrado. Além disso, Joaquim argumenta que Adélio estava mais próximo do bolsonarismo do que da esquerda. Ele mostra como argumento uma suposta filiação de Adélio ao PSD em 2016, porém é uma notícia falsa. O documentário também traz várias cenas feitas pelo canal do Youtube True or Not. O canal foi investigado pela Polícia Federal, que afirma que a análise feita é superficial. Outra fragilidade é o número imenso de pessoas que estariam envolvidas no atentado, incluindo "testemunhas, aliados dos Bolsonaro, ex-aliados, seguranças, auxiliares, ex-auxiliares, policiais civis e militares de Juiz de Fora, policiais federais, integrantes do Ministério Público, integrantes do governo de Michel Temer (que tinha Henrique Meirelles como candidato à Presidência, à época), motoristas, funcionários, enfermeiros e médicos de dois grandes e respeitados hospitais (Santa Casa de Juiz de Fora e Albert Einstein, em São Paulo), além de familiares de todas essas pessoas, entre outras." O documentário ainda traz uma suposta cirurgiã que pediu para não ser identificada que afirma que Adélio não teria ponto de apoio para enfiar a faca na barriga de Bolsonaro, e explora o fato que o então candidato à presidência não estava usando um colete a prova de balas. A cirurgia que Bolsonaro passou também seria para a remoção de um tumor previamente conhecido. O cirurgião que operou Bolsonaro, Antônio Luiz de Vasconcellos Macedo, é apontado como um oncologista, porém na verdade ele é especializado em cirurgia geral e gastrocirurgia.
A teoria da conspiração foi espalhada principalmente por apoiadores do ex-presidente Lula, como o ativista Thiago dos Reis, e parlamentares e dirigentes do PT, como Bohn Gass, Maria do Rosário, Paulo Pimenta e Rogério Correia. O próprio Lula já mostrou dúvidas sobre o atentado, dizendo em entrevista que acha estranho que a inação dos seguranças. Em resposta, Lula disse que “não, eu não disse que não tinha tomado, eu disse que não acreditava". Em setembro de 2021, o deputado federal Alexandre Frota protocolou um pedido de abertura de uma comissão parlamentar de inquérito (CPI) para investigar o caso. Segundo Cabo Daciolo o episódio foi "um espetáculo da maçonaria e da nova ordem mundial".
O documentário do Brasil 247 foi derrubado da plataforma YouTube em 10 de agosto de 2022. O YouTube alega que sua política de discurso de ódio não permitia negação, banalização ou minimização de eventos históricos, incluindo a facada contra Jair Bolsonaro. O Partido da Causa Operária repudiou o ato, o classificando como censura.

#### Parentes e sósias de Adélio
A Polícia Federal investigou a suposta existência de dois sósias de Adélio. Um dos sósias foi denunciado por carta anônima para a PF, que denunciava a presença de Adélio em Luminárias por volta de abril de 2018. A carta chamou atenção pela quantidade de detalhes. A polícia tinha interesse em reconstruir os passos de Adélio e foi investigar. Foi descoberto que realmente havia um homem que se parecia com Adélio, mas ele não estava envolvido no caso e a PF concluiu que se tratou de um engano. A segunda denúncia foi feita ao Ministério da Educação, onde um primo de Adélio teria se encontrado com ele antes do crime e atualmente trabalhava em Juiz de Fora. A denúncia ainda traz que ele tinha fama de ser parte de uma família perigosa. Porém, o homem não conhecia Adélio. O boato surgiu pela semelhança na aparência dos dois e pelo fato que ambos nasceram no sul de Minas Gerais.

#### Cúmplices
Sete pessoas foram acusadas de terem facilitado o atentado e passado a faca para Adélio. Suas fotos foram compartilhadas em redes sociais e eles sofreram linchamento virtual. A Polícia Federal descartou suas participações no atentado. Uma dessas pessoas seria Aryane Camos, acusada de ser petista. Em 2 de maio de 2020, o presidente Jair Bolsonaro postou vídeo em redes sociais onde um suposto técnico de informática mostra provas que Adélio teria recebido ajuda, incluindo um momento onde um homem teria dito "calma, Adélio" logo após o atentado. A Polícia Federal, porém, fez análise técnica do vídeo e o descartou, e diz que o que foi dito foi "calma, velho".

## Repercussão
Logo após o evento, diversas contas falsas de Adélio foram criadas em redes sociais. O perfil oficial do criminoso no Facebook já colecionava mais de 9,5 mil seguidores duas horas após ter sido preso. No Twitter, o ataque foi mencionado 808 mil vezes em duas horas, segundo a Fundação Getúlio Vargas. O assunto foi o mais comentado no site em doze países, da Argentina à Espanha, passando por Estados Unidos e Bahrein.
O presidente Michel Temer classificou o ataque como intolerável, reiterando sua indignação com a impossibilidade de vivência harmoniosa num estado democrático de direito, no qual não seja plausível a realização de uma campanha tranquila. Os demais candidatos à presidência cancelaram suas respectivas agendas para 7 de setembro, dia seguinte ao acontecimento. Todos divulgaram notas de repúdio e cobraram investigações sobre o atentado.
Diversos ministros se pronunciaram sobre o incidente. Eliseu Padilha, da Casa Civil da Presidência, disse que a facada atingiu "em cheio" a democracia. O ministro da Secretaria Geral da Presidência, Ronaldo Fonseca, também condenou veementemente o episódio. Candidato a vice-presidente na coligação de Bolsonaro, o general Hamilton Mourão afirmou que a campanha precisava "acabar com vitimização" ligada ao atentado.